# Farbror Bosse
Farbror Bosse, som spelas av skådespelaren Johan Ulveson, är en fiktiv scoutledare skapad av Lorrygänget. Farbror Bosses kännetecknande drag är, utöver hans scoutuniform,  en tomteklubba, vilken han ständigt slickar på, samt repliker som anspelar på att han har en pedofil sexuell läggning och även viss zoofil dragning.
Johan Ulvesson skall själv i en intervju[källa behövs] ha sagt att han inte förstår "vad som är så roligt med att han (Farbror Bosse) är pedofil". Johan Ulvesson blev dock fortfarande 2011 kallad Farbror Bosse.
Farbror Bosse förekommer dels i ett antal sketcher i Lorry (Johan Ulveson gör redan i första säsongens Julspecialavsnitt 22 december 1989 en tidig version i form av en slipprig jultomte), dels ett antal gånger i Yrrol. 2004 gjorde Farbror Bosse comeback i Rhapsody in Rock.